# Cimmerico
Cimmerico (in greco antico: Κιμμερικόν?) era una colonia greca del Ponto Eusino ed era ubicata nella penisola di Kerč', in Crimea.

## Storia
Strabone la situa nella penisola che racchiudeva il lago Meotis (l'attuale Mar d'Azov), dove esisteva un pozzo e una diga. Il suo nome era mutuato dal potere che raggiunto dai suoi abitanti nell'area del Bosforo che porta il suo nome (Bosforo Cimmerico, odierno Stretto di Kerč'). Il geografo parla anche di un villaggio chiamato Cimmerica che si attesta a 120 stadi dalla città di Tirambe.